# Nina Christen

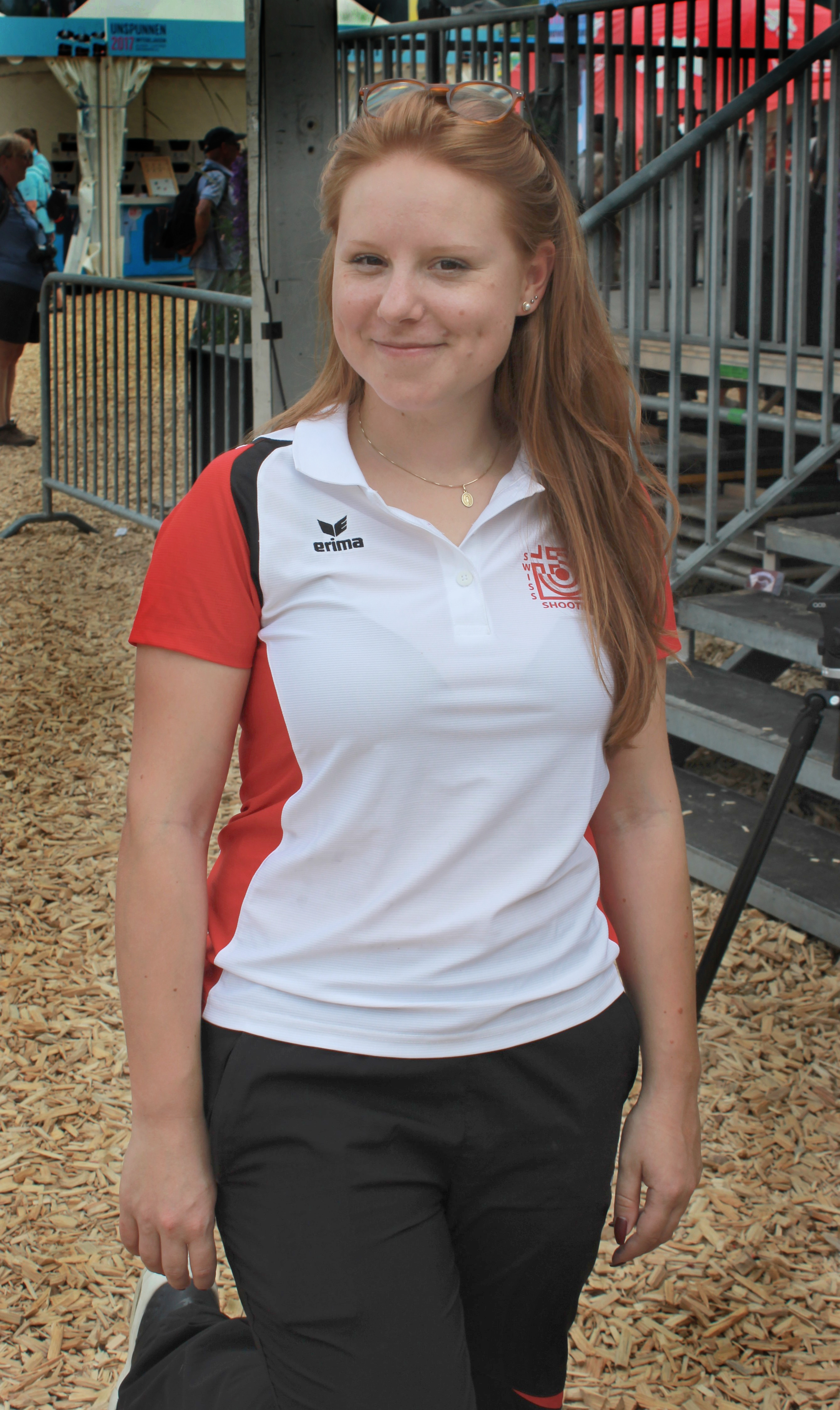
Nina Christen

Nina Christen, född 7 februari 1994 i Wolfenschiessen, är en schweizisk sportskytt.
Hon blev olympisk guldmedaljör i gevär vid sommarspelen 2020 i Tokyo.